# Casa-fàbrica Traveria

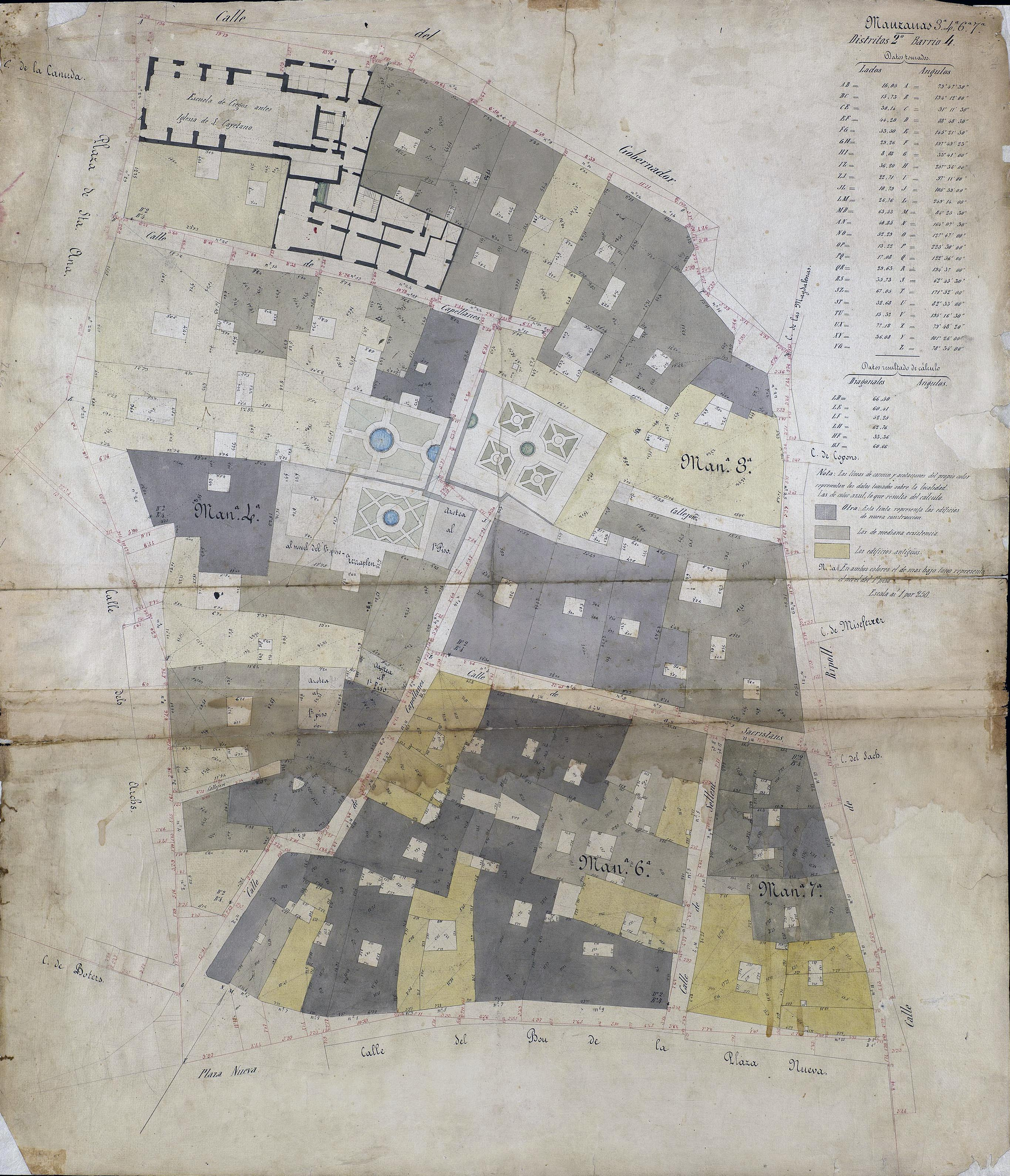
Quarteró de Garriga i Roca, núm. 43 (c. 1860)

La casa-fàbrica Traveria era un edifici situat als carrers dels Arcs i dels Capellans i la plaça Nova de Barcelona, actualment desaparegut. En el seu emplaçament hi ha la seu del Col·legi d'Arquitectes de Catalunya.

## Història
El 1777, el galoner (fabricant de galons) Joan Traveria i Casas va demanar permís per a fer reformes a la seva casa; el 1785, per a obrir dos portals al carrer dels Capellans, tapiar un altre al carrer dels Arcs i posar dos guardarrodes a les cantonades, i novament el 1786 per a obrir una finestra al segon pis de la façana del carrer dels Arcs.
El 1794, el seu primogènit Jacint Traveria i Asbert va demanar permís per a obrir una altra finestra al tercer pis de la façana de la plaça Nova, el 1800 per a eixamplar una finestra de la planta baixa a la façana del carrer dels Capellans, i novament el 1819 per posar-hi uns guardarrodes. Aquell mateix any, un cronista anònim escrivia el següent: «citaré la fabricacion de las franjas, que los conocimientos é infatigable actividad de los hermanos Traveria (calle dels Arcs de esta ciudad) llevan á un sumo grado de perfeccion, tanto por el gusto de los dibujos como por la hermosura de los colores, y el acierto ingenioso con que enlazan la seda con los estambres y el algodon.»
Jacint Traveria, que estava associat amb el seu germà Joan, va morir el juliol del 1820, data després de la qual es va constituir la societat Vídua de Traveria i Germà. El 1822, els Traveria eren amb molta diferència els galoners més importants de Barcelona, amb una quota de 540 rals, que els col·locava en els últims llocs de la llista dels 200 principals contribuents de la ciutat. Cap al 1823, Antònia Traveria, filla i hereva de Joan, es va casar amb el manresà Joaquim Peix i Quer, fill del veler Francesc Antoni Peix i Soler. El 1824, va demanar permís per a eixamplar una finestra del segon pis a la façana de la Plaça Nova, el 1826 per a construir una canonada des del repartidor d'aigua de la mina de Montcada al carrer dels Arcs, i novament el 1832 per a embellir-ne les façanes, a càrrec del paleta Josep Pedrerol i Carbonell.
El 1827, la societat Traveria, Gendre i Filla es va presentar a l'Exposició de la indústria espanyola celebrada a Madrid, on van guanyar una medalla de plata. A la Guía de forasteros en Barcelona del 1842, Joaquim Peix figurava com a galoner al carrer dels Arcs, 10 (antic), i a la Guía general de Barcelona del 1849, Traveria i Peix sortia en la secció de «mercaderes de sedas y cintas» a la mateixa adreça. El 1854, Traveria i Cia hi pagava 1.800 rals de contribució en la mateixa secció, i encara funcionava com a merceria a començaments del segle xx.
L'hereva del matrimoni Peix-Traveria fou Antònia Peix i Traveria, casada amb Josep Jover i Sans i mare de Leandre Jover i Peix. El 1857, Antònia Traveria i el seu gendre van promoure un edifici senyorial al carrer de la Portaferrissa (plaça de la Cucurulla), projectat per l'arquitecte Josep Oriol Mestres.
A la dècades del 1920 i el 1930 hi havia la camiseria de Fèlix Bellfort, que tenia un gran anunci que mirava cap a la Plaça Nova: La casa que vende más barato, i va morir el 1935, quan es va cremar la seva altra botiga del carrer del Call. Durant la Guerra Civil, l'edifici va ser afectat pels bombardejos i va quedar en estat de ruïna, per la qual cosa fou enderrocat a principis de la dècada del 1940 i el solar finalment expropiat al propietari Leandre Jover i Casas el 1955.